# Cimbrones
Cimbrones är en ort i Mexiko.   Den ligger i kommunen Mineral del Chico och delstaten Hidalgo, i den sydöstra delen av landet, 90 km norr om huvudstaden Mexico City. Cimbrones ligger 2 473 meter över havet och antalet invånare är 182.
Terrängen runt Cimbrones är huvudsakligen kuperad, men österut är den bergig. Terrängen runt Cimbrones sluttar norrut. Runt Cimbrones är det ganska tätbefolkat, med 75 invånare per kvadratkilometer. Närmaste större samhälle är Pachuca de Soto, 12,5 km sydost om Cimbrones. I omgivningarna runt Cimbrones växer i huvudsak blandskog.